# 마르셀 시몬누

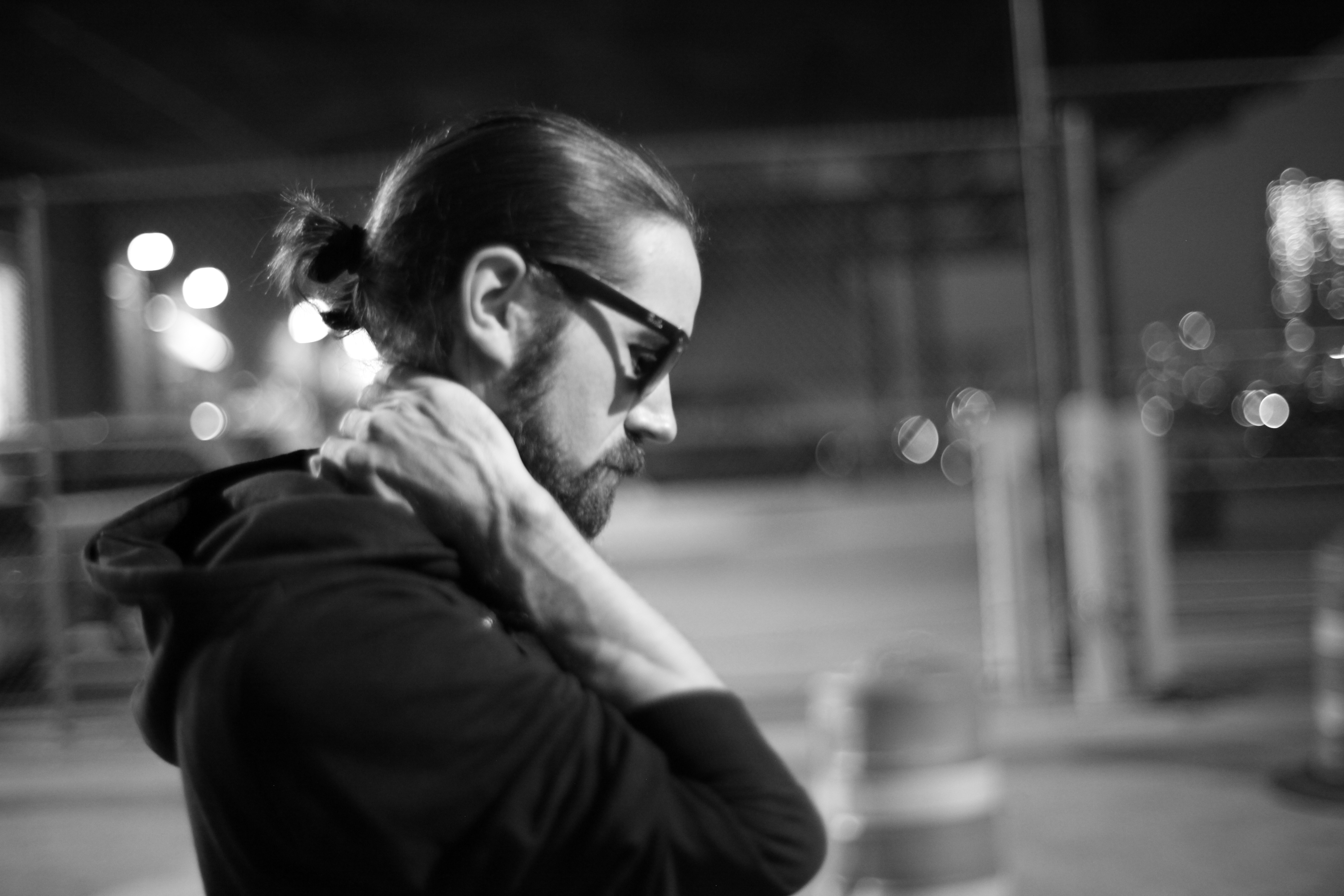

마르셀 시모노(Marcel Simoneau, 1978년 6월 22일 ~ )는 캐나다의 배우, 영화 감독, 영화 제작자, 영상 편집자, 각본가, 촬영 감독이다.
리모우스키에서 태어났다.

## 출연 작품
- 르 빌리지 (2013년)
- 그린 플라스틱 샌달스 (2011년) - 벤 역
- 사랑은 언제나 진행중 (2009년)
- 닉과 노라의 인피니트 플레이리스트 (2008년)
- 머리디언 (2002년)

### 텔레비전
- 로앤오더: 범죄 전담반 (2002, 2003, 2022)